# Dinornis
Dinornis (tên tiếng Việt gọi là Chim khổng lồ moa hay moa khổng lồ) là một chi chim tuyệt chủng thuộc họ moa. Giống như tất cả các loài họ Moa, nó là thành viên của bộ Dinornithiformes. Đây là loài đặc hữu ở New Zealand. Hai loài được tính vào "Dinornis" gồm Dinornis novaezealandiae của đảo phía Bắc, và Dinornis robustus của vùng phía Nam. Ngoài ra, hai loài nữa (dòng giống mới A và dòng giống B) đã được đề xuất dựa trên các dòng DNA riêng biệt.

## Mô tả

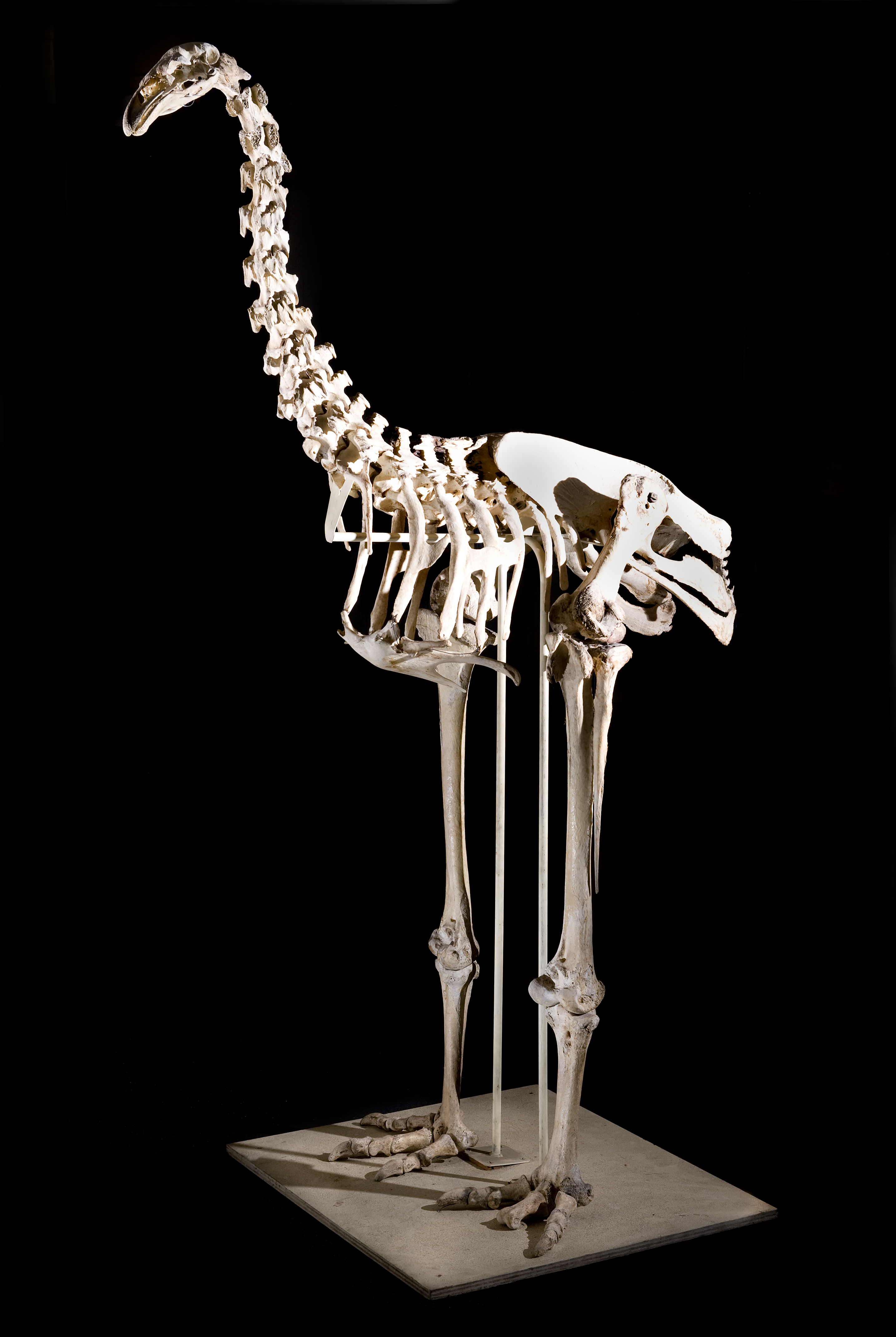
Bộ xương của D. robustus

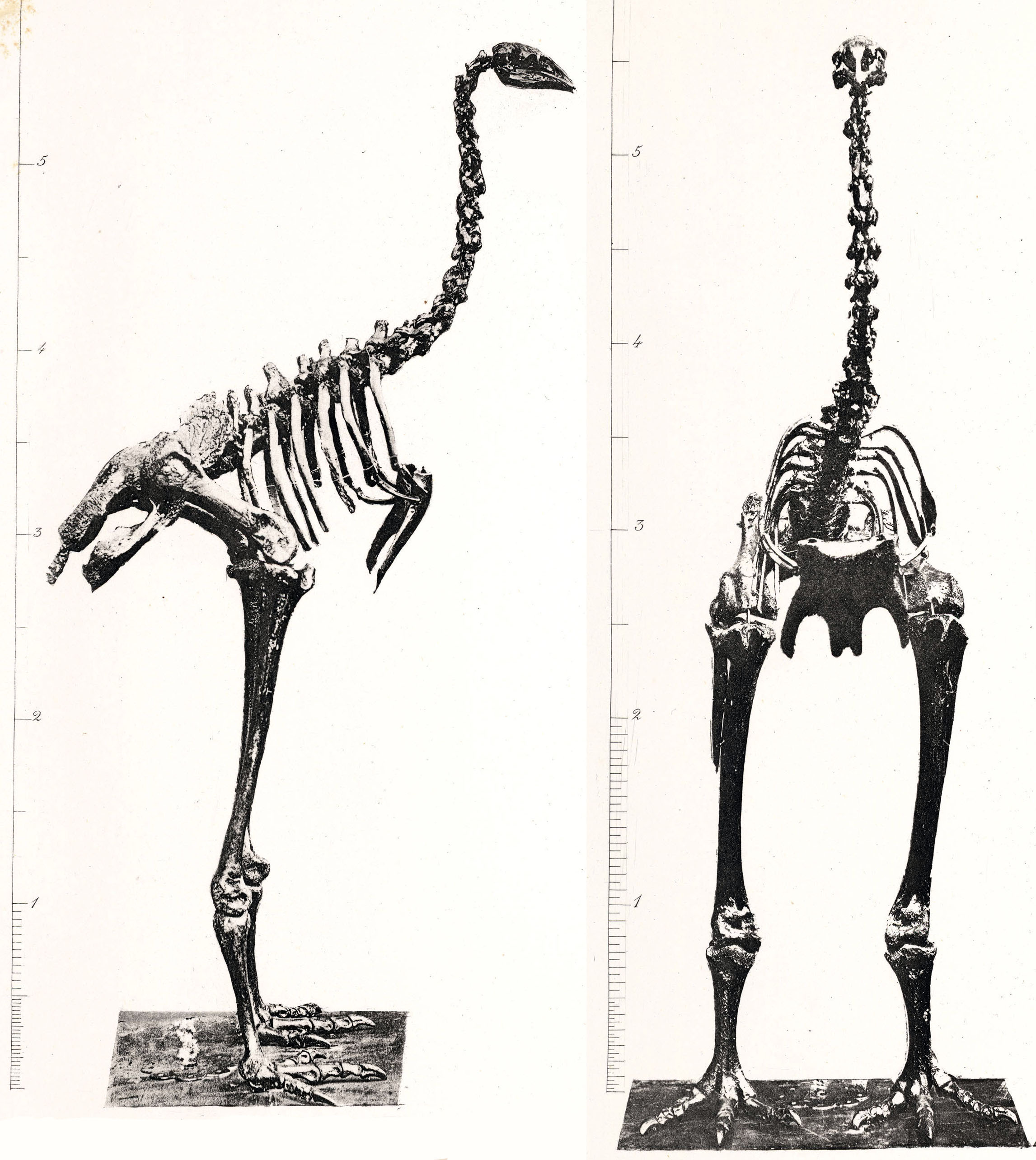
Bộ xương của D. struthoides, hiện được biết đến là Dinornis đực, không phải là một loài riêng biệt

"Dinornis" có thể là loài chim cao nhất từng tồn tại, những con cái của loài lớn nhất cao đến 3,6 m (12 ft) và là một trong những loài lớn nhất, nặng đến 230–240 kg (510–530 lb) hay 278 kg (613 lb) trong các ước tính khác nhau. Lông vũ có màu nâu đỏ giống với màu tóc bao phủ toàn cơ thể ngoại trừ phần chân dưới và phần lớn đầu (cộng với một phần nhỏ của cổ dưới đầu). Bàn chân to và mạnh, những con chim có cổ dài giúp cho chúng có thể với tới các thảm thực vật trên cao. Nối với cơ thể là đầu của nó nhỏ, mỏ nhọn, ngắn, phẳng và hơi cong.

### Dị hình giới tính
Từ lâu người ta đã nghi ngờ rằng một số loài moa lần lượt cấu thành giống đực và cái. Điều này đã được xác nhận bằng cách phân tích các dấu hiệu di truyền giới tính cụ thể của DNA được lấy từ mẫu xương. Ví dụ, trước năm 2003 có ba loài "Dinornis" được công nhận: moa khổng lồ của đảo phía Nam ("D. robustus"), moa khổng lồ của đảo phía Bắc ("D. novaezealandiae") và moa mảnh ("D. struthioides"). Tuy nhiên, DNA cho thấy rằng tất cả "D. struthioides" đều là giống đực, và tất cả "D. robustus" đều là giống cái. Do đó, ba loài "Dinornis" được phân lại thành hai loài, mỗi loài xuất hiện trước đây trên Đảo Bắc New Zealand ("D. novaezealandiae") và Đảo Nam ("D. robustus"); Tuy nhiên "robustus", bao gồm ba dòng di truyền riêng biệt và thậm chí có thể được phân thành nhiều loài. "Dinornis" dường như đã có sự lưỡng hình sinh dục rõ rệt nhất trên tất cả các moa, với con cái lên đến 150% về chiều cao và 280% cân nặng như con đực.

## Phân loại
Biểu đồ dưới đây theo một phân tích năm 2009 bởi Bunce "et al":

|  | Dinornis robustus        |
|  |                          |
|  | Dinornis novaezealandiae |
|  |                          |

|  | Megalapteryx didinus |
|  |                      |

|  | Dinornis robustus        |
|  |                          |
|  | Dinornis novaezealandiae |
|  |                          |

|  | Megalapteryx didinus |
|  |                      |

|  | Pachyornis australis                                                              |
|  |                                                                                   |
|  | \| \| Pachyornis elephantopus \| \| \| \| \| \| Pachyornis geranoides \| \| \| \| |
|  |                                                                                   |
|  | Pachyornis elephantopus                                                           |
|  |                                                                                   |
|  | Pachyornis geranoides                                                             |
|  |                                                                                   |

|  | Pachyornis elephantopus |
|  |                         |
|  | Pachyornis geranoides   |
|  |                         |

|  | Pachyornis australis                                                              |
|  |                                                                                   |
|  | \| \| Pachyornis elephantopus \| \| \| \| \| \| Pachyornis geranoides \| \| \| \| |
|  |                                                                                   |
|  | Pachyornis elephantopus                                                           |
|  |                                                                                   |
|  | Pachyornis geranoides                                                             |
|  |                                                                                   |

|  | Pachyornis elephantopus |
|  |                         |
|  | Pachyornis geranoides   |
|  |                         |

|  | Pachyornis australis                                                              |
|  |                                                                                   |
|  | \| \| Pachyornis elephantopus \| \| \| \| \| \| Pachyornis geranoides \| \| \| \| |
|  |                                                                                   |
|  | Pachyornis elephantopus                                                           |
|  |                                                                                   |
|  | Pachyornis geranoides                                                             |
|  |                                                                                   |

|  | Pachyornis elephantopus |
|  |                         |
|  | Pachyornis geranoides   |
|  |                         |

|  | Pachyornis australis                                                              |
|  |                                                                                   |
|  | \| \| Pachyornis elephantopus \| \| \| \| \| \| Pachyornis geranoides \| \| \| \| |
|  |                                                                                   |
|  | Pachyornis elephantopus                                                           |
|  |                                                                                   |
|  | Pachyornis geranoides                                                             |
|  |                                                                                   |

|  | Pachyornis elephantopus |
|  |                         |
|  | Pachyornis geranoides   |
|  |                         |

|  | Anomalopteryx didiformis                                             |
|  |                                                                      |
|  | \| \| Emeus crassus \| \| \| \| \| \| Euryapteryx curtus \| \| \| \| |
|  |                                                                      |
|  | Emeus crassus                                                        |
|  |                                                                      |
|  | Euryapteryx curtus                                                   |
|  |                                                                      |

|  | Emeus crassus      |
|  |                    |
|  | Euryapteryx curtus |
|  |                    |

|  | Anomalopteryx didiformis                                             |
|  |                                                                      |
|  | \| \| Emeus crassus \| \| \| \| \| \| Euryapteryx curtus \| \| \| \| |
|  |                                                                      |
|  | Emeus crassus                                                        |
|  |                                                                      |
|  | Euryapteryx curtus                                                   |
|  |                                                                      |

|  | Emeus crassus      |
|  |                    |
|  | Euryapteryx curtus |
|  |                    |

|  | Pachyornis australis                                                              |
|  |                                                                                   |
|  | \| \| Pachyornis elephantopus \| \| \| \| \| \| Pachyornis geranoides \| \| \| \| |
|  |                                                                                   |
|  | Pachyornis elephantopus                                                           |
|  |                                                                                   |
|  | Pachyornis geranoides                                                             |
|  |                                                                                   |

|  | Pachyornis elephantopus |
|  |                         |
|  | Pachyornis geranoides   |
|  |                         |

|  | Pachyornis australis                                                              |
|  |                                                                                   |
|  | \| \| Pachyornis elephantopus \| \| \| \| \| \| Pachyornis geranoides \| \| \| \| |
|  |                                                                                   |
|  | Pachyornis elephantopus                                                           |
|  |                                                                                   |
|  | Pachyornis geranoides                                                             |
|  |                                                                                   |

|  | Pachyornis elephantopus |
|  |                         |
|  | Pachyornis geranoides   |
|  |                         |

|  | Pachyornis australis                                                              |
|  |                                                                                   |
|  | \| \| Pachyornis elephantopus \| \| \| \| \| \| Pachyornis geranoides \| \| \| \| |
|  |                                                                                   |
|  | Pachyornis elephantopus                                                           |
|  |                                                                                   |
|  | Pachyornis geranoides                                                             |
|  |                                                                                   |

|  | Pachyornis elephantopus |
|  |                         |
|  | Pachyornis geranoides   |
|  |                         |

|  | Pachyornis australis                                                              |
|  |                                                                                   |
|  | \| \| Pachyornis elephantopus \| \| \| \| \| \| Pachyornis geranoides \| \| \| \| |
|  |                                                                                   |
|  | Pachyornis elephantopus                                                           |
|  |                                                                                   |
|  | Pachyornis geranoides                                                             |
|  |                                                                                   |

|  | Pachyornis elephantopus |
|  |                         |
|  | Pachyornis geranoides   |
|  |                         |

|  | Anomalopteryx didiformis                                             |
|  |                                                                      |
|  | \| \| Emeus crassus \| \| \| \| \| \| Euryapteryx curtus \| \| \| \| |
|  |                                                                      |
|  | Emeus crassus                                                        |
|  |                                                                      |
|  | Euryapteryx curtus                                                   |
|  |                                                                      |

|  | Emeus crassus      |
|  |                    |
|  | Euryapteryx curtus |
|  |                    |

|  | Anomalopteryx didiformis                                             |
|  |                                                                      |
|  | \| \| Emeus crassus \| \| \| \| \| \| Euryapteryx curtus \| \| \| \| |
|  |                                                                      |
|  | Emeus crassus                                                        |
|  |                                                                      |
|  | Euryapteryx curtus                                                   |
|  |                                                                      |

|  | Emeus crassus      |
|  |                    |
|  | Euryapteryx curtus |
|  |                    |

## Sự tuyệt chủng
Trước khi có sự xuất hiện của loài người, loài moa khổng lồ có mật độ sinh thái ổn định ở New Zealand trong ít nhất 40.000 năm. Loài moa khổng lồ, cùng với các loài moa khác, đã bị những người định cư Polynesian săn bắt hết để làm thực phẩm. Tất cả các đơn vị phân loại trong loài này đã bị tuyệt chủng tính đến năm 1500 ở New Zealand. Người ta thường xác nhận rằng người Maori vẫn săn lùng chúng vào đầu thế kỷ XV, mặc dù một số giả thuyết cho rằng chúng đã tuyệt chủng vào giữa thế kỷ XIV. Mặc dù một số loài chim lớn đã bị tuyệt chủng do canh tác, trong đó do rừng bị chặt, bị cháy và đất bị biến thành đất trồng trọt, nhưng loài moa khổng lồ đã tuyệt chủng 300 năm trước khi những người định cư châu Âu đến.